# 雀斑
雀斑是一种浅褐色小斑点，针尖至米粒大小，常出现于前额、鼻梁和脸颊等处，偶尔也会出现于颈部、肩部、手背等处。
雀斑白种人中发生率较高，由色素代谢障碍导致，可能和遗传、阳光曝晒、内分泌失调等因素有关。
黄種人並不常見遺傳性雀斑。